# Алексеев, Леонтий Иванович
Алексеев Леонтий Иванович (род. 3 ноября 1937, пос. Крымская Роза, Крымская АССР; сейчас проживает в городе Севастополе) — борец классического стиля, почётный мастер спорта СССР по классической борьбе, мастер спорта СССР по вольной борьбе и борьбе самбо, 3-кратный чемпион России по классической борьбе, неоднократный победитель Международных турниров, чемпион Германии, неоднократный призёр Вооруженных Сил СССР, тренер-преподаватель.
В прошлом один из сильнейших борцов России, Вооруженных Сил СССР и Украины. Стоял у истоков развития спортивной борьбы в городе Севастополе, продолжительное время возглавлял Федерацию вольной и классической борьбы города Севастополя. Алексеев Л. И. был признан лучшим борцом XX столетия Автономной Республики Крым.

## Биография
Леонтий Алексеев родился в 1937 году в поселке Крымская Роза Белогорского района. В 1954 году уехал в Севастополь, где поступил в техническое училище, в котором получил специальность слесаря судоремонтных механизмов. Именно здесь записался в секцию классической (теперь греко-римской) борьбы. Первым тренером Леонтия Алексеева стал Николай Серафимович Болдырев.
Уже на первых соревнованиях Леонтий Иванович добился третьего места, а затем стал победителем городского первенства в весе до 47 кг. Затем в составе сборной выиграл и первенство Крымской автономии. В составе сборной крымских борцов в Луганске на первенстве Украины молодой атлет одержал победу над Яковом Пункиным (первым украинским олимпийским чемпионом 1952 года в Хельсинки, запорожский борец, заслуженный мастер спорта), получив звание победителя 1957 года, но уже в весе до 67 кг.
Военную службу Леонтий Алексеев проходил в Группе советских войск в Германии, в спортивной роте, где он попал под покровительство знаменитых тренеров- олимпийского чемпиона Валентина Николаева и заслуженного тренера СССР Николая Пархоменко.
Леонтий Алексеев, в течение 10 лет остававшийся в Германии, постоянно укладывал на ковре на лопатки титулованных борцов, трижды побеждал на чемпионатах России, пять раз становился призёром чемпионата Вооруженных Сил Советского Союза; уезжая из ГДР в 1967 году стал Чемпионом Германии.
Леонтий Иванович отказался от приглашения жить и тренироваться в Москве и вернулся в Севастополь почетным мастером спорта, выполнив 16 раз норматив мастера спорта по классической борьбе и неоднократно- мастера спорта по вольной борьбе и самбо, став мастером спорта в 3-х видах борьбы на ковре. За период службы в Вооруженных Силах Леонтий Алексеев 6 лет отдал службе на атомных подводных лодках на Камчатке, имеет 5 автономных походов. Награждён 8 медалями за службу в ВС СССР.
Алексеев Л. И. стоял у истоков развития спортивной борьбы в городе Севастополе. Работал старшим тренером по классической борьбе областного ФСО «Динамо», тренером СК КЧФ, директором ДЮСШ СК «Атлантика», проводил занятия со спецподразделениями правоохранительных органов. Продолжительное время возглавлял Федерацию вольной и классической борьбы города Севастополя. С 1987 года является инициатором проведения Республиканского, а затем и Всесоюзного турнира по вольной борьбе, посвященного памяти погибших в Афганистане.
Благодаря спортивному характеру, силе духа, воле и любви к жизни, Леонтий Иванович смог победить тяжелую болезнь, возникшую в результате спортивных травм. Сложная операция и последующая реабилитация прервали его активную деятельность почти на 7 лет (врачи вынесли приговор, что спортсмен больше никогда не поднимется с постели). Являясь инвалидом 2-й группы, Леонтий Иванович и сейчас выполняет большинство своих коронных приемов.
Алексеев Л. И. признан лучшим борцом XX столетия Автономной Республики Крым. В настоящее время ведет активный образ жизни, работает тренером-преподавателем, передает свой богатейший спортивный опыт по подготовке спортсменов высокого класса.

## Спортивные достижения
- победа над Чемпионом СССР и победителем Кубка мира Владимиром Росиным;
- пятикратным Чемпионом мира Виктором Игуменовым;
- Олимпийскими Чемпионами — Яковом Пункиным, Рудольфом Веспером;
- Чемпионами Европы и призёрами Мира — Полем, Шиммером, Хойером;
- Чемпионами и призёрами Чемпионатов СССР — Рековым, Фисенко, Клинстоном, Ивлевым, Теларовым, Кочневым,Колотиловым.

## Тренерская работа
Работая тренером, с 1993 года, Леонтий Иванович подготовил сильнейших борцов города Севастополя, Украины, победителей и призёров международных соревнований:
- В.Волошина — мастера спорта Украины международного класса;
- В.Воронкина — мастера спорта Украины МК;
- К. Ермакова — мастера спорта Украины МК по греко-римской борьбе и заслуженного мастера спорта Украины по борьбе сумо;
- Февзи Мамутова-мастера спорта Украины МК
- С.Берегового — мастера спорта Украины;
- С.Шмана — мастера спорта Украины;
- М.Суфьянова — мастер спорта Украины.